# NGC 7075
NGC 7075 (другие обозначения — PGC 66895, ESO 343-4, MCG -7-44-20, AM 2128-385) — эллиптическая галактика (E) в созвездии Журавль.
Этот объект входит в число перечисленных в оригинальной редакции «Нового общего каталога».